# Eco-Team AZS Stoelzle Częstochowa
Eco-Team AZS Stoelzle Częstochowa – polski męski klub siatkarski z siedzibą w Częstochowie. Drużyna seniorów występuje w II lidze.
Drużyna została założona w 2013 roku pod nazwą AZS 2020 przez Stowarzyszenie Kultury Fizycznej „Częstochowska Siatkówka”. Początkowym celem drużyny było szkolenie młodzieży dla klubu AZS Częstochowa, który występował wówczas na najwyższym szczeblu krajowym. W 2017 roku klub zdobył mistrzostwo Polski kadetów. W sezonie 2019/2020 ponownie zdobył mistrzostwo Polski kadetów, a także wywalczył wicemistrzostwo Polski juniorów.
Od sezonu 2018/2019 oprócz rozgrywek młodzieżowych zespół gra także w II lidze. W roku 2020, w związku z problemami AZS-u Częstochowa, klub został członkiem wspierającym Akademickiego Związku Sportowego. Drużyna nie jest jednak formalnie spadkobiercą ani kontynuatorem AZS-u Częstochowa.
W sezonach 2020/2021 oraz 2022/2023 klub dotarł to turnieju finałowego II ligi. W obu przypadkach zajął w nim 4. miejsce nie uzyskując awansu do I ligi.
Prezesem klubu oraz trenerem jest Wojciech Pudo, a jego asystentem Paweł Tomaszewski. Zespół rozgrywa mecze na Hali Sportowej Częstochowa. Sponsorami tytularnymi są firmy Eco-Team oraz Stoelzle Częstochowa.

## Udział w rozgrywkach ligowych
Adnotacja (gr.) przy zajętej pozycji oznacza, że było to miejsce w swojej grupie, a nie pozycja na szczeblu krajowym.
| Sezon     | Liga    | Miejsce  | Uwagi | Źródło |
| --------- | ------- | -------- | ----- | ------ |
| 2018/2019 | II liga | 8. (gr.) |       |        |
| 2019/2020 | II liga | 5. (gr.) |       |        |
| 2020/2021 | II liga | 4.       |       | [ 7 ]  |
| 2021/2022 | II liga | 3. (gr.) |       |        |
| 2022/2023 | II liga | 4.       |       | [ 8 ]  |
| 2023/2024 | II liga | 9. (gr.) |       |        |

Poziom rozgrywek:
     najwyższy ogólnokrajowy
     drugi
     trzeci